# Euphyia mixta
Euphyia mixta là một loài bướm đêm trong họ Geometridae.